# 京津城际延伸线
津滨城际铁路，也称京津城际铁路延伸线，是中国一条建设中连接天津市内天津中心城区与滨海新区核心区的时速300公里的城际铁路，是中国《中长期铁路网规划》和环渤海地区城际轨道交通网的重要组成部分。铁路在2009年10月动工，总投资约113.6亿元人民币，于2015年9月20日正式开通运营。
津滨城际铁路在进入滨海新区核心区的区间通过铁路地下化的方式实行地下引入，以避免铁路对周边空间的影响，同时将直接引入核心区的中心于家堡金融区，这区间也是自天津地下直径线之后天津市内的第二条地下铁路。

## 建设运营

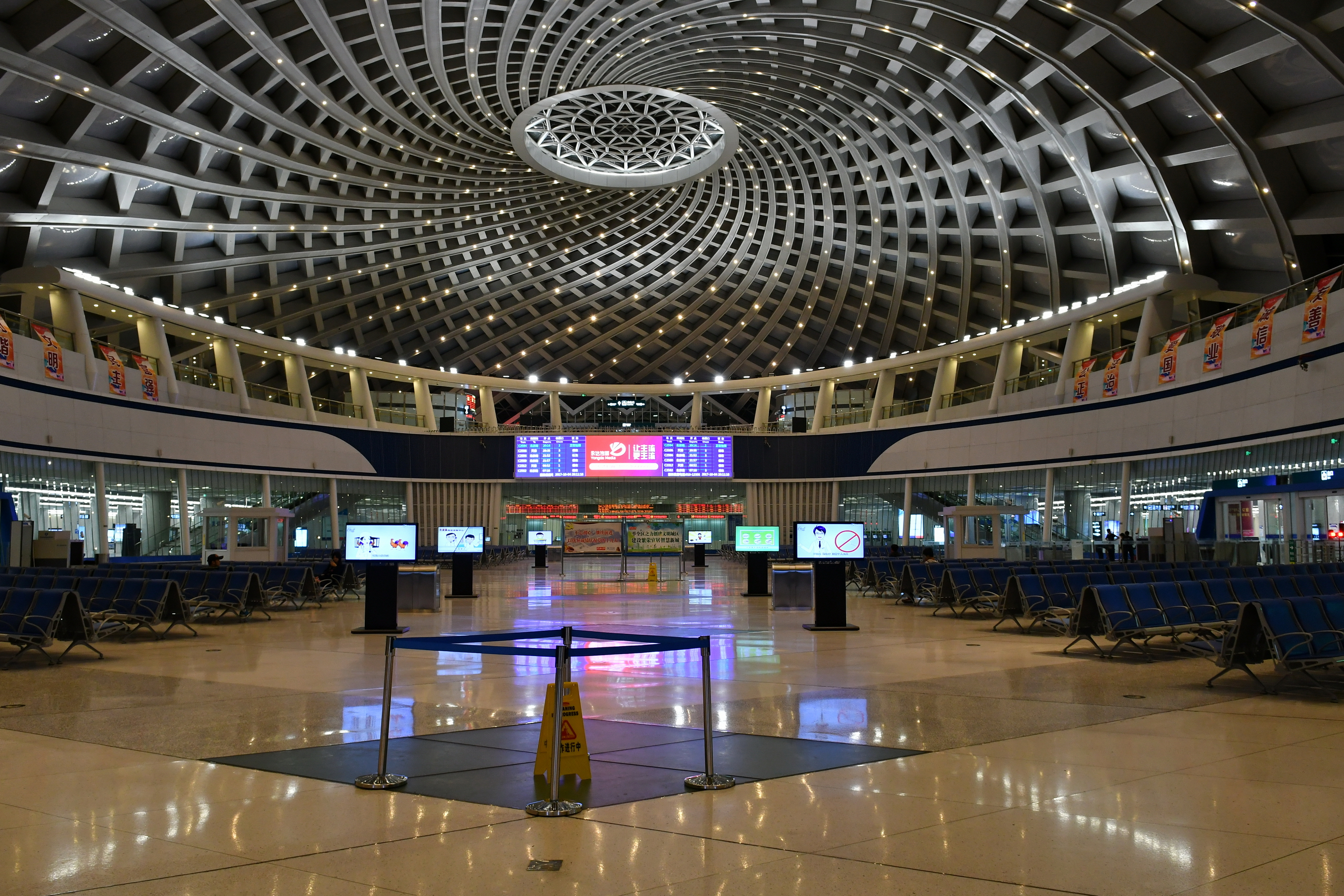
滨海站

2009年9月16日，铁道部和天津市共同出资的津滨城际铁路有限责任公司正式揭牌成立，北京铁路局和天津铁路建设投资控股有限公司作为双方出资人代表。该公司将负责投资、建设与运营管理的津滨城际铁路。在津滨城际铁路建成前，京津城际列车在天津市区至滨海新区核心区的客运职能由津山铁路担当，终点站为塘沽站，同时车票在天津站至塘沽站区间执行折扣价格。在建成后，天津市区至滨海新区核心区车程为15分钟，北京市区至滨海新区核心区车程为45分钟。
2015年8月14日，京津城际延伸线进入运行试验阶段。2015年9月20日正式开通运营，北京南至滨海站1小时02分，天津站到滨海站最快23分。
2017年5月28日，经北京铁路局与天津市交通运输委研究决定，京津城际延长线自6月1日起实行“公交化”票价。根据新方案，对发站和到站均为京津城际延长线的各站间各席别票价实行5.85折的优惠（如天津至滨海的二等座票价为12元）。在京津城际延长线上跨线运行的动车组列车，指定站间（北京南－军粮城北、北京南－塘沽、北京南－滨海）比照本线车分段实施票价优惠；旅客使用“京津城际同城优惠卡”购票时，既可享受“同城卡”折扣，又可享受延长线优惠。

## 车站
津滨城际铁路全长44.68公里，线路自天津站城际车场东端引出，沿既有津山铁路和津秦客运专线，经塘沽站，折向东南引入滨海新区商务核心区于家堡，沿线初设天津站、军粮城北站、塘沽站、滨海站。目前，增设机场西站和连接机场的天津滨海国际机场站，机场线自津滨城际铁路的机场西站起，终到天津滨海国际机场，线路全长6.76公里，通车后将可以实现航空运输与高速铁路、城市轨道交通之间的“空铁联运”，实际截至目前并未建设此线。除天津站和塘沽站外，其他车站均为新建高速铁路专用车站。
- 所有车站均位于天津市内。

| 津滨城际铁路（京津城际延伸线） |            |                        |                                              |                                           |          |          |
| 所在地区                       | 车站       | 天津站起计里程（公里） | 连接铁路                                     | 城市轨道交通转乘路线                      | 规模     | 备注     |
| 河北区                         | 天津站     | 0                      | 津山铁路 津秦高速铁路 京津城际铁路往北京南站 | 天津地铁2号线 天津地铁3号线 天津地铁9号线 | 10台18线 |          |
| 东丽区                         | 机场西     |                        | 机场联络线往滨海国际机场东站                 |                                           |          |          |
| 东丽区                         | 军粮城北站 | 20                     | 津秦高速铁路                                 |                                           | 2台4线   | 桥式车站 |
| 滨海新区                       | 塘沽站     | 40                     | 津山铁路                                     |                                           | 3台6线   |          |
| 滨海新区                       | 滨海站     | 45                     |                                              | 天津地铁B1线 天津地铁Z1线 天津地铁Z4线    | 3台6线   |          |